# Sony Xperia Z1 Compact
Sony Xperia Z1 Compact是一款由索尼移动通信研制并发售的Android智能手机，是Z1的迷你版，也可以稱輕旗艦

## 規格
- CPU處理器：2.2 GHz Qualcomm Snapdragon 800 四核心處理器
- 螢幕規格：4.3 吋 TRILUMINOS TFT 螢幕
- 作業系統：Android 4.4 KitKat
- 電池容量：2,300mAh 不可拆換電池
- 相機：2070萬畫素主相機 with G镜头（支援1080p錄影）、前置鏡頭220萬畫素
- 記憶體：內建2GB RAM，16GB ROM，支援外接microSD至64GB
- 特殊功能：降噪、NFC、IP55/IP58防塵防水認證
- 尺寸：127mm x 64.9mm x 9.5mm、137公克
- 2G Network GSM 850 / 900 / 1800 / 1900
- 3G Network HSDPA 850 / 900 / 1700 / 1900 / 2100

## 顏色
顏色包括：
| 顏色 | 名稱   | 英語  |
| ---- | ------ | ----- |
|      | 黑色   | Black |
|      | 白色   | White |
|      | 粉紅色 | Pink  |
|      | 萊姆色 | Lime  |

## 裝置資訊
| 前任： Sony Xperia SX（日本） | Sony Xperia Z1 Compact 2014 | 繼任： Sony Xperia Z3 Compact |